# Plopenii Mici, Botoșani
Plopenii Mici este un sat în comuna Ungureni din județul Botoșani, Moldova, România. A luat ființă cu aproximativ 300 de ani în urmă prin deplasarea populației din Plopenii Mari. Fiind o așezare mai nouă, cu puține locuințe, i s-a spus Plopenii Mici. În 1855 boierul Constatin Jianu a construiet o biserică exizistentă și astăzi. În vechime, satul a fost al Mănăstirii Solca, fiind dăruit acesteia de Miron Barnovschi-Movilă la 25 iulie 1623.
 Acest articol despre o localitate din județul Botoșani este deocamdată un ciot. Puteți ajuta Wikipedia prin completarea lui.